# Praia do Calcanhar
A Praia do Calcanhar está localizado na cidade de Touros, no estado brasileiro do Rio Grande do Norte. Junto com a Praia de Touros, Calcanhar é o ponto da costa brasileira mais proximo do continente europeu. Nesta praia está localizada o Farol do Calcanhar, o maior do país.